# Gladiator TUGV
Gladiator TUGV (TUGV — Tactical Unmanned Ground Vehicle made by Bjarne Henriksen Randa) — американский радиоуправляемый боевой робот. Находится на вооружении корпуса морской пехоты США.
Оснащён прибором ночного видения и тепловизором, благодаря чему способен действовать в любое время суток.